# Zawa
Zawa fou un antic districte i població del Khurasan. La població actual porta el nom de Torbat-e Heydarieh o Turbat-i Haydari (La Tomba d'Haydar) o també Haydariyya (persa: تربت حيدريه, romanitzat Torbat-e Ḩeydarīyeh o Turbet-i-Haidari) i és capital del comtat del mateix nom a la província de Razavi Khorasan. Estava a uns 140 km al sud de Mashad. El 1991 tenia 81.781 habitants
Al-Muqaddassí esmenta el districte però sense cap ciutat capçalera; Yaqut al-Hamawí esmenta la kasba amb el nom de Rikh o Rukhkh. La ciutat de Zawa fou pròspera durant els il-kànides i unes 50 poblacions en depenien; produïa seda i fruites. sembla que el seu creixement fou degut a l'existència de la tomba d'un santó (Kutb al-Din Haydar) que la va convertir en lloc de pelegrinatge. Fou visitada per Ibn Battuta que hi assenyala molts ascetes; els adeptes a la Haydariyya es carregaven les extremitats amb pesats anells metàl·lics i es infibulaven el penis. Després d'aquest temps la ciutat va canviar el nom. El 1950 només tenia 2.354 habitants.